# Barreiros Futebol Clube
Barreiros Futebol Clube é um clube brasileiro de futebol da cidade de Barreiros, no estado de Pernambuco.

## História
Fundado em dezembro de 2005, o Barreiros, cujas cores são o preto e o verde, é presidido atualmente por Daniel Gonsalves Lages Vice - Presidente Geraldo Moreira da Silva e Diretor Administrativo Alberto Silva de Lima. Manda seus jogos no Estádio Municipal Luiz Brito Bezerra de Melo, que possui capacidade para receber 2.000 torcedores.
Sua primeira participação foi na Segunda Divisão de 2010, quando foi o 9º colocado entre 13 participantes. Ausentou-se por 3 anos e voltou às atividades em 2014, quando ficou em décimo lugar na Série A-2.
Em 2015, quando completou 10 anos de fundação, perdeu a vaga para a primeira divisão estadual com a derrota para o Belo Jardim. As equipes estavam no último jogo para conquistar o acesso a elite do futebol estadual. O duelo no Mendonção/SESC, no dia 13 de novembro de 2015, às 16 horas, foi definido o primeiro time classificado para primeira divisão de 2016.
O Calango levou a vantagem do empate, por ter vencido o primeiro jogo fora de casa, por 1 a 0. O Belo Jardim ainda não havia perdido na segundona e conseguiu manter o aproveitamento para vencer o jogo. Já a Raposa do Litoral tentava surpreender o adversário longe de seus domínios para garantir presença na Série A. Mesmo jogando fora de casa, o Calango surpreendeu os anfitriões e venceu por 1 a 0, com o gol de Tarcísio, aos 39 minutos do segundo tempo. Em abril de 2016, o Barreiros Futebol Clube volta a participar de competições.

## Escudo
| Evolução do escudo do Barreiros Futebol Clube | Evolução do escudo do Barreiros Futebol Clube | Evolução do escudo do Barreiros Futebol Clube | Evolução do escudo do Barreiros Futebol Clube | Evolução do escudo do Barreiros Futebol Clube | Evolução do escudo do Barreiros Futebol Clube | Evolução do escudo do Barreiros Futebol Clube | Evolução do escudo do Barreiros Futebol Clube |
| 2005-2021                                     | 2021-Atualmente                               |                                               |                                               |                                               |                                               |                                               |                                               |
| --------------------------------------------- | --------------------------------------------- | --------------------------------------------- | --------------------------------------------- | --------------------------------------------- | --------------------------------------------- | --------------------------------------------- | --------------------------------------------- |

## Desempenho em competições

### Campeonato Pernambucano - Série A2
| Ano  | Posição |
| 2010 | 10º     |
| 2014 | 13º     |
| 2015 | 4º      |
| 2016 | 5º      |
| 2021 | 9º      |

### Campeonato Pernambucano - Série A3
| Ano  | Posição |
| 2023 | 5º      |